# Louis-François Babel

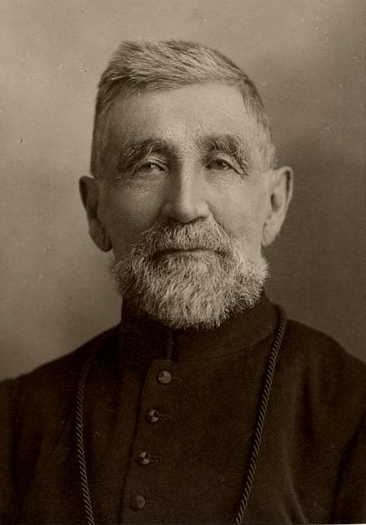
Louis-François Babel

Louis-François Babel (* 23. Juni 1826 in Veyrier; † 1. März 1912 in Mashteuiatsh, Québec) war ein schweizerischer Priester, Sprach- und Naturforscher und Missionar.

## Leben
Louis-François Babel war der Sohn des Postboten Joseph Babel und der Françoise Jovet. Die Familie lebte in Veyrier im Kanton Genf. Louis-François besuchte die Mittelschule in Freiburg und in Mélan in Savoyen und trat 1847 als Novize der Gemeinschaft der Oblaten der Unbefleckten Jungfrau Maria (OMI) in Notre-Dame-de-l’Osier im Département Isère bei. Nach weiteren theologischen Studien in Marseille und im Maryvale Institute bei Birmingham fuhr er nach Kanada, wo ihn am 27. Juli 1851 Bischof Joseph-Eugène-Bruno Guigues von Ottawa zum Priester weihte.
Als Oblatenmissionar weilte Louis-François Babel beim Volk der Innu, einer Gruppe der kanadischen First Nations nördlich von Québec.  Von 1866 bis 1911 war der Wohnsitz von Louis-François Babel in Pessamit, einem Siedlungsgebiet der Innu. Auf weiten Wanderungen durch deren ausgedehntes Siedlungsgebiet lernte er die Natur im Nordosten Kanadas und die indigenen Sprachen kennen. Fast sechzig Jahre lang war der Oblatenmissionar Charles Arnaud sein Begleiter. Babel und Arnaud protestierten gegen die Ausbreitung von Siedlungen europäischer Zuwanderer, um die für die Innukultur notwendigen Jagdgebiete zu schonen. Bei den Innu erhielt der Missionar den Namen «Ka Kushkueltitak».
Louis-François Babel verfasste ein Wörterbuch Französisch/Innu-Aimun und einen Entwurf zur Grammatik des Innu-Aimun.
Von 1866 bis 1870 unternahm Babel im Auftrag des Bischofs Charles-François Baillargeon von Québec eine Forschungs- und Missionsreise in die nördliche Region Labrador. Aufgrund seiner Notizen und Reiseberichte publizierte die Provinzverwaltung von Québec eine erste Landkarte des nördlichen Labradorgebietes.

## Ehrungen
- Ein Denkmal in Schefferville erinnert an den Missionar.
- Der Mont Babel trägt seinen Namen.
- Ebenso das Naturschutzgebiet Louis-Babel.
- Der Mont Veyrier ist nach dem Geburtsort Louis-François Babels benannt.